# Zülegt
Zülegt (tiếng Mông Cổ: Зүлэгт, hay Zulegt, Dzulegt) là một khu định cư kiểu đô thị ở sum Ikhkhet, tỉnh Dornogovi, đông nam Mông Cổ. Zülegt là trung tâm sum Ikhkhet. Vào năm 2009, dân số khu vực này là 1.270 người.
Ở Zülegt có một mỏ khoáng sản fluorit đang hoạt động.